# Idas washingtonius
Idas washingtonius is een tweekleppigensoort uit de familie van de Mytilidae. De wetenschappelijke naam van de soort is voor het eerst geldig gepubliceerd in 1978 door Bernard.